# Anisotacrus iyoensis
Anisotacrus iyoensis är en stekelart som först beskrevs av Tohru Uchida 1953.  Anisotacrus iyoensis ingår i släktet Anisotacrus och familjen brokparasitsteklar. Inga underarter finns listade i Catalogue of Life.